# Kambodža na letních olympijských hrách
Kambodža na letních olympijských hrách startuje od roku 1956. Toto je přehled účastí, medailového zisku a vlajkonošů na dané sportovní události.

## Účast na Letních olympijských hrách
| Dějiště LOH            | LOH      | Vlajkonoš                       | Zlatá medaile | Stříbrná medaile | Bronzová medaile | Celkem |
| ---------------------- | -------- | ------------------------------- | ------------- | ---------------- | ---------------- | ------ |
| 1956 Melbourne         | LOH 1956 | nebyl                           |               |                  |                  | 0      |
| 1960 Řím               | 1960     |                                 |               |                  |                  | Ne     |
| 1964 Tokio             | LOH 1964 | nebyl                           |               |                  |                  | 0      |
| 1968                   | 1968     |                                 |               |                  |                  | Ne     |
| 1972 Mnichov           | LOH 1972 | Chaing Cheng                    |               |                  |                  | 0      |
| 1976 Montréal          | 1976     |                                 |               |                  |                  | Ne     |
| 1980 Moskva            | 1980     |                                 |               |                  |                  | Ne     |
| 1984 Los Angeles       | 1984     |                                 |               |                  |                  | Ne     |
| 1988 Soul              | 1988     |                                 |               |                  |                  | Ne     |
| 1992 Barcelona         | 1992     |                                 |               |                  |                  | Ne     |
| 1996 Atlanta           | LOH 1996 | To Rithya                       |               |                  |                  | 0      |
| 2000 Sydney            | LOH 2000 | To Rithya                       |               |                  |                  | 0      |
| 2004 Athény            | LOH 2004 | Hem Kiry                        |               |                  |                  | 0      |
| 2008 Peking            | LOH 2008 | Hem Bunting                     |               |                  |                  | 0      |
| 2012 Londýn            | LOH 2012 | Sorn Davin                      |               |                  |                  | 0      |
| 2016 Rio de Janeiro    | LOH 2016 | Sorn Seavmey                    |               |                  |                  | 0      |
| 2020 Tokio             | LOH 2020 | Kheun Bunpichmorakat Pen Sokong |               |                  |                  | 0      |
| 2024 Paříž             | LOH 2024 |                                 |               |                  |                  | x      |
| Celkem                 | 10       |                                 | 0             | 0                | 0                | 0      |
| Zdroj na Olympedia.org |          |                                 |               |                  |                  |        |